# 独立党 (リトアニア)
独立党（リトアニア語: Nepriklausomybės partija、略称：NP）は、1990年から2001年まで存在したリトアニアの政党。

## 歴史
1990年10月20日に結党され、11月19日に政党として登録された。設立者は、ヴィルギリユス・チェパイティス、ギンタラス・ソンガイラ、ジタ・シュリチーテ、ライマ・アンドリキエネ、カジミエラス・モティエカ、ヴィドマンタス・ジエメリス。サーユーディスに代わる社会運動となるべく結党されたが、党首のヴィルギリユス・チェパイティスがKGBに協力していた過去が明らかとなり、彼自身は無実を主張したものの政界を退かざるをえなくなった。ヴァレンティナス・シャパラスがチェパイティスに代わって党首に就任した。サーユーディスは新たに祖国同盟＝リトアニア保守党を結党し、祖国同盟が政界で主導権を握った。
1992年国会議員選挙ではリトアニア人民族主義連合と選挙連合を組んだ。1996年国会議員選挙では単独で出馬し、議席を獲得できなかった。
2001年10月20日、独立党は祖国人民党 (TLP) 、リトアニア民主党 (LDP) 、リトアニア自由連盟 (LLL) と合併し、新たにリトアニア右派連合 (LDS) を結成した。右派連合はその後2003年に祖国同盟に吸収された。